# 苏格兰农业革命

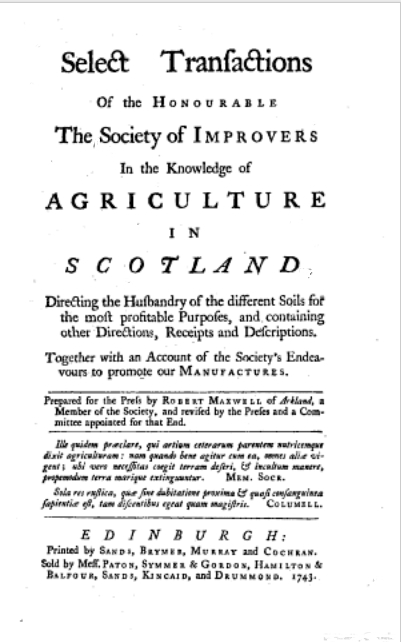
改进者协会会刊（1743）的卷首

苏格兰农业革命（英語：Scottish Agricultural Revolution）是蘇格蘭农业实践的一系列变化，始于17世纪，并持续到19世纪。革命从改善蘇格蘭低地农田起，开始了苏格兰农业从最落后的之一到后来成为欧洲最现代化、生产力最高的体系的转变。苏格兰的传统农业通常以小块土地占有制（runrig）来管理，该制度可能起源于中世纪后期。改善前的基本耕作单位是高地的和低地的fermetoun。二者都有少量家庭在敞田耕作或共享的牧场放牧。尽管小块土地占有制细节因地而异，但共同点是定期（可能是每年）抓阄分配土地各地块（“rigs”），使各家庭在农地的不同部分拥有交错的地块。:149（p. 24）

## 术语的使用
“苏格兰农业革命”一词在20世纪初被使用，主要是指18世纪下半叶和19世纪初变化最剧烈的时期。最近，历史学家开始发现其更长的过程，其变化始于17世纪后期，并且一直持续到19世纪中叶。涉及时期的延长使一些人质疑革命的概念。

## 历史

### 17世纪

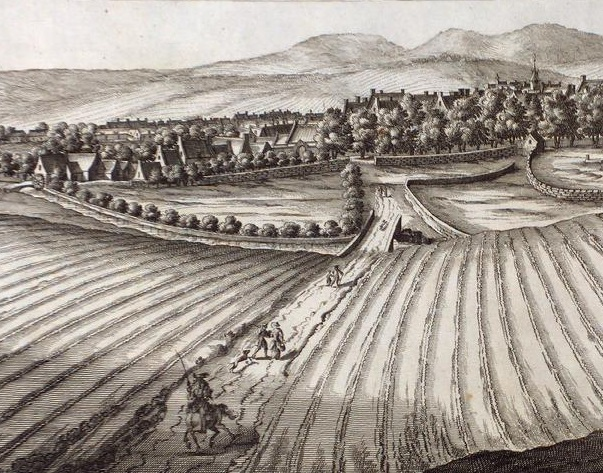
约1690年，东洛锡安哈丁敦镇外的小块土地所有制农业

十七世纪以前，由于地形复杂、道路和运输条件差，该国不同地区之间的贸易很少，大多数居民点倚赖自给自足，荒年里储备往往很少。农业大多是基于低地的fermtoun或高地的baile，即数户共同耕作的家庭的定居点，他们耕作的面积理论上适合2-3个犁队，以小块土地所有制的模式分配及佃户。耕作大多是利用带有铁犁刀的重型木犁进行的，以牛力牵引，对于较重苏格兰土壤而言，这样更高效，且比用马便宜。拥有财产权的人包括农夫（husbandmen）、小土地所有者（lesser landholder）和自由佃户（free tenant）。其下的等级是小农场佃农（cottar），他们经常拥有共同耕作的权利，只占一小部分土地，并作为雇佣劳动力参加共同耕作。农场也可能有草场牧人（grassman），他们只有放牧的权利。1695年通过的三项议会法案允许对小块土地进行合并以及划分公地。

### 18世纪
1707年与英格兰合并后，绅士和贵族之间有意识地尝试改善苏格兰的农业。改进者协会（Society of Improvers）成立于1723年，成员包括300位公爵、伯爵、领主和地主。在该世纪上半叶，这些变化仅限于东洛锡安的佃户农场以及一些热衷者（例如约翰·考克本和阿奇博尔德·格兰特）的庄园。并非所有人都成功，连考克本都濒临破产，但是改良的精神在有地阶级之间传播。

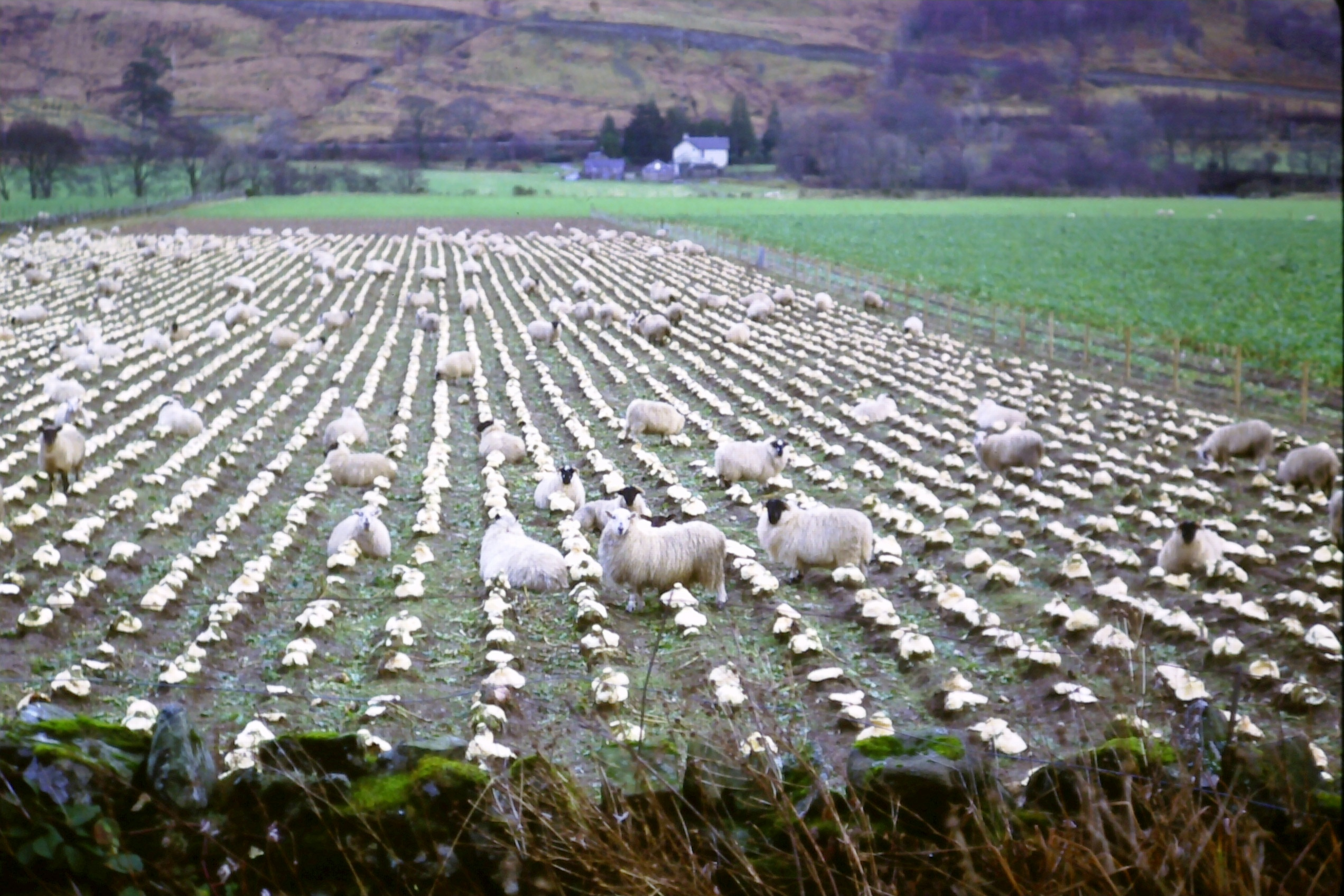
阿盖尔郡Auchindrain，绵羊正在吃萝卜

英国的犁是随着外来牧草、黑麦草和三叶草种一起引进的。芜菁和捲心菜被引进，土地被封闭，沼泽被排干，并放了石灰，人们修建道路，种植树木。钻井、播种和輪作技术引进。1739年，马铃薯引入苏格兰，极大地改善了农民的饮食。围栏式畜牧开始取代小块土地占有制和自由放牧。随着洛錫安成为主要的谷物中心、埃尔郡成为牛群繁育中心，专业化程度越来越高。
尽管一些地产持有人改善了流离失所工人的生活质量，但是农业革命直接导致了“低地清洗”，苏格兰中南部成千上万的小农场佃农和佃农要么被迫从世代耕作的农场或耕地迁出，要么适应苏格兰农业革命。

### 19世纪

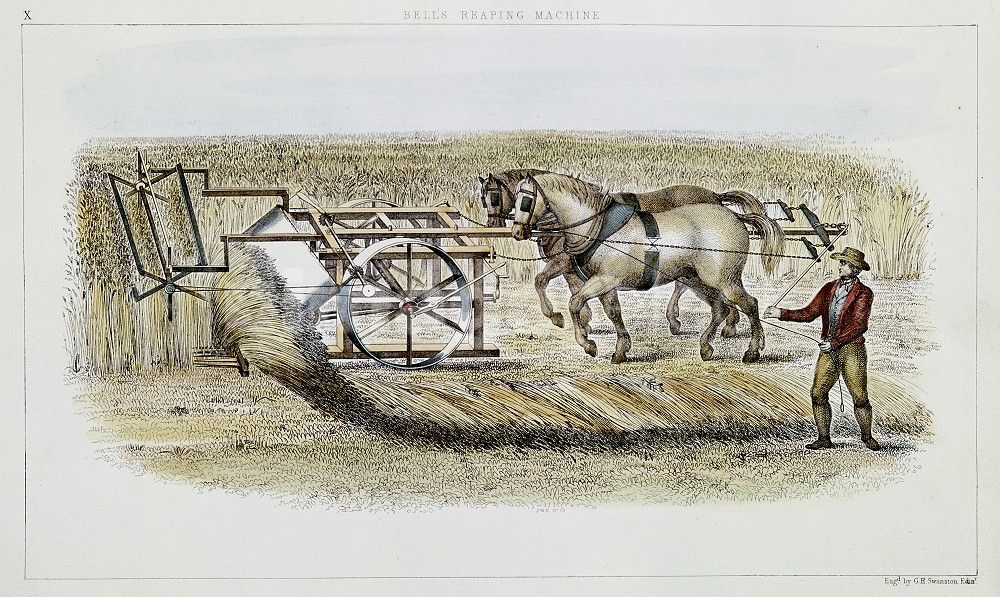
1851年的插图显示了Patrick Bell开发的收割机

改良在19世纪继续进行。创新包括1828年由帕特里克·贝尔发明的第一台收割机。他的竞争对手詹姆斯·史密斯（James Smith）转向改善土下的排水状况，并开发了一种耕作方法，该方法可以打破下层土屏障，而不会干扰表层土壤。以前无法耕作的低洼的carseland（造词，“carse”指淤积洼地）如今可以进行耕作生产了，其结果是低地平坦的地形景观，至今仍然可见。
虽然低地农业得到了广泛的改善，但经济拮据的高地庄园领主采用了低地的农业实践以及高地清洗中的劳动力，取代了原本自成体系的高地农业实践。一些有权势的家族，以阿盖尔、阿索尔、巴克卢、和萨瑟兰公爵为代表，拥有了苏格兰的大部分部分，并在政治事务上产生广泛影响（直到1885）。直到1878年，68个家族拥有了苏格兰近一半的土地。特别是在法国大革命战争和拿破仑战争（1790–1815）创造的繁荣结束之后，这些领主需要现金来维持他们在伦敦社会中的地位。他们转向租金利益，淡化长期以来维系宗族的传统家长关系。

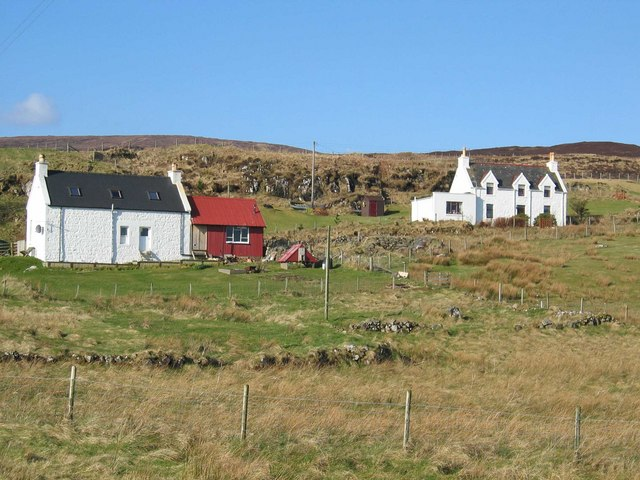
斯凯岛上，Borreraig村庄的小农场

这些变化的结果之一是高地清洗，其中高地的许多佃户由于土地遭围蔽而被逐出，圈地主要是为了饲养绵羊。尽管因为将低地农场工人或耕作方法引入高地农场或耕作、缺乏根据对逐年佃户的法律保护，并且唐突地改变传统宗族制度而臭名昭著，该清洗仍顺应了全英国农业变革的模式。结果是人口不断地从农村流入城市，或者到更远的英格兰，甚至加拿大、美国或澳大利亚。

## 结果
低地和高地清洗意味着许多小定居点被拆毁，其居民被迫搬到由诸如约翰·考克本的奥米斯顿或阿奇博尔德·格兰特的莫尼马斯克等领主建造的新的牧场式农场外围的模范村，或迁至格拉斯哥、爱丁堡或英格兰北部的新工业中心。另有成千上万的人移民到加拿大或美国，在那里寻找机会，拥有和耕种自己的土地。在高地，余下的很多人都是小农场佃农（crofter），依靠在非常小的无限期租用的农地上种植作物、蓄养牲畜来生活。对于这些家庭来说，海带、捕鱼，亚麻纺和参军成为增加收入的重要来源。

## 延伸阅读
- Devine, Thomas Martin, The Transformation of Rural Scotland: Social Change and the Agrarian Economy, 1660–1815 (Edinburgh University Press, 1994).